# ラナ・バハドゥル・シャハ
ラナ・バハドゥル・シャハ（Rana Bahadur Shah, 1775年5月25日 - 1806年4月25日）は、ネパール王国の第3代君主（在位：1777年 - 1799年）。父は第2代君主プラタープ・シンハ・シャハ。

## 生涯
1775年5月25日、ネパール王プラタープ・シンハ・シャハの息子として生まれた。
1777年11月17日、父王プラタープ・シンハ・シャハの崩御に伴い、2歳で即位。母親ラジェンドラ・ラクシュミー皇太后が摂政を務めるが、1785年に死去。
その後、叔父バハドゥル・シャハが摂政となる。この期間、二四諸国を次々に制圧、ガルワール地方、クマーウーン地方に進出し、領土を拡大した。
1799年、溺愛する内妃の生んだカンティワティー・デビーの生んだ幼い息子のギルバン・ユッダ・ビクラム・シャハに位を譲り、出家して禁欲主義者となる。 だが、この譲位は嫡子ラノディヨート・ビクラム・シャハを差し置いての譲位であったため反対が多く、重臣ら95名に譲位を認める起請文を書かせたうえ、その戴冠式にはパルパ王プリトヴィーパーラ・セーナも招待した。
ラナ・バハドゥルはギルバン・ユッダに譲位したのち出家し、愛妃カンティワティーとともにデウパタンに移って院政をするつもりであった。だが、まもなくカンティワティーは病に倒れたため、ラナ・バハドゥルはブラーフマナの助言に従ってパタンに移り住み、神々へのあらゆる礼拝供養、多額の布施行を行った。
しかし、その甲斐も虚しく、同年10月31日にカンティワティーは死去した。この死へのラナ・バハドゥルの怒りはすさまじく、神やブラーフマナを罵り、神像を破壊するなど過激な行動に走るほどだった。
そのため、ダモダル・パンデやキルティマン・シンハ・バスネットらは王を奉じ、首都をヌワコートに移した。法王は軍をヌワコートに向かたが、軍は王やダモダルらについたため、1800年に法王はビムセン・タパをはじめとする重臣らとともにヴァーラーナシーへ赴いた。
1804年、ラナ・バハドゥルはカトマンズに戻り、ダモダルは再び法王と対決した。だが、今度は軍が法王の側についたため、ダモダルは2人の子供とともに処刑された。
同年に計略でパルパを制圧し、ネパールを統一した。その後、アマル・シンハ・タパの軍がガルワール、デラドゥンを制圧し、1805年以降はサトレジ川にまで進撃した。
1806年2月、ギルバン・ユッダにムクティヤール（執権）に任命されたが、4月25日に弟のシェール・バハドゥル・シャハに刺殺された。